# Moralens väktare i New York
Moralens väktare i New York (franska: Le Gendarme à New York) är en fransk-italiensk komedifilm från 1965 i regi av Jean Girault.
Filmen är den andra i en serie med sex filmer om gendarmeriet i Saint-Tropez med Louis de Funès i huvudrollen.

## Rollista i urval
- Louis de Funès - gendarm Ludovic Cruchot
- Geneviève Grad - Nicole Cruchot
- Michel Galabru - polischef Jérôme Gerber
- Christian Marin - gendarm Albert Merlot
- Jean Lefebvre - gendarm Lucien Fougasse
- Guy Grosso - gendarm Gaston Tricard
- Michel Modo - gendarm Jules Berlicot
- France Rumilly - syster Clotilde
- Alan Scott - Franck Davis, journalist
- Mario Pisu - adjudant Renzo
- Marino Masè - italiensk gendarm